# Distretto di Jiangnan
Il distretto di Jiangnan (江南区S, Jiāngnán QūP) è un distretto della Cina, situato nella regione autonoma di Guangxi e amministrato dalla prefettura di Nanning.